# Де Доминичи, Ева
Ева Каролина Кватрокки (исп. Eva De Dominici, род. 21 апреля 1995 года в Авельянеде, Буэнос-Айрес, Аргентина), известная как Ева Де Доминичи ― аргентинская модель и актриса.

## Карьера
Ева начала свою актёрскую и модельную карьеру в 2005 году. Наиболее известна ролью злодейки в сериале «Богатые не просят разрешения».

## Личная жизнь
В интервью Ева рассказала, что в детстве с ней произошёл несчастный случай, в результате которого она повредила зубы и одноклассники издевались над ней по этому поводу.
В марте 2016 года Ева начала встречаться с актёром Хоакином Фурриелем, с которым рассталась в 2018 году. В 2018 году она начала отношения с Эдуардо Крусом, братом испанской актрисы Пенелопы Крус. 6 октября 2019 года у них родился сын, которого назвали Каир Крус в Лос-Анджелесе, штат Калифорния.